# Cascarita
Orlando Guerra (Camagüey, 14 de septiembre de 1920-México, 1975), más conocido como Cascarita, fue un cantante cubano de música popular. Su repertorio abarcó guarachas, pregones y son montuno.

## Biografía
Comenzó su carrera profesional en su nativa Camagüey y en La Habana, a comienzos de los años cuarenta, como vocalista de las orquestas de los Hermanos Palau y la de Julio Cueva.
En 1943, Guerra grabó con la Orquesta Siboney de Pepito Torres en Puerto Rico. Con la partida de Miguelito Valdés a los Estados Unidos, Cascarita lo reemplazó en Cuba como cantante de la Casino de la Playa, siendo el quién recomendó a Dámaso Pérez Prado como arreglista y pianista para la orquesta. Cascarita llegó a ser más popular que la misma orquesta.
Poseedor de un particular estilo de vocalización, Cascarita fue a la vez un improvisador consagrado, sobre todo en la interpretación de guarachas, género muy popular en la época. También se caracterizó por su forma extravagante de vestir y sus jocosas ocurrencias al cantar.
Grabó decenas de canciones, entre ellas: El baile del sillón, El caballo y la montura, Estoy acabando, Llora timbero, La ola marina, La pelotica, Piru, piru, pirulí, Se murió Panchita, Ta' bueno ya, La última noche y Uampampiro.. 
Después de haber realizado giras por Colombia, Panamá, Puerto Rico y Venezuela, se radicó en México, donde murió en 1975, a los 55 años de edad.
- Este artículo es una traducción basada en el artículo homónimo en la Wikipedia en inglés